# Giuseppe Fezzardi
Giuseppe Fezzardi (Arcisate, Itália; 28 de dezembro de 1939), é um ex-ciclista italiano que foi profissional entre os anos 1961 e 1972. Entre os seus lucros desportivos mais destacados figuram uma Volta à Suíça em 1963 e uma etapa do Tour de France de 1965.

## Palmarés
- 1962
  - 1º na Três Vales Varesinos
- 1963
  - 1º na Volta à Suíça
- 1965
  - Vencedor 15ª etapa no Tour de France
- 1966
  - 1º no Giro do Ticino

## Resultados Grandes Voltas

### Giro d'Italia
- 1963. 53º da classificação geral
- 1966. 58º da classificação geral
- 1968. 61º da classificação geral
- 1969. 42º da classificação geral
- 1970. 80º da classificação geral
- 1971. 73º da classificação geral

### Tour de France
- 1965. 36º da classificação geral. Vencedor da 15ª etapa.
- 1966. 42º da classificação geral